# Dinocyon
Dinocyon (лат.) — род вымерших млекопитающих из подсемейства хемиционин (Hemicyoninae) семейства медвежьих, живших во времена миоцена (23,03—5,333 млн лет назад) на территории западной Европы (Испания и Австрия). Наземные хищные звери.

## Виды
По данным сайта Paleobiology Database, на январь 2023 года в род включают 3 вымерших вида:
- Dinocyon aurelianensis (Frick, 1926)
- Dinocyon sansaniensis (Frick, 1926)
- Dinocyon thenardi (Jourdan, 1861)typus